# Bryum flagellans
Bryum flagellans är en bladmossart som beskrevs av C. Müller 1900. Bryum flagellans ingår i släktet bryummossor, och familjen Bryaceae. Inga underarter finns listade i Catalogue of Life.